# Pane e sale (gastronomia)
Pane e sale (in russo хлеб да соль?, chleb da sol') è una combinazione di pane e sale, caratteristica per la loro conservazione e utilizzo nella vita di tutti i giorni e nei rituali. È una pietanza che viene offerta agli ospiti prima di un pranzo in segno di benvenuto.
Da esso deriva il termine chlebosol'stvo (in russo Хлебосольство?) che indica la volontà di ricevere ospiti e di prendersi cura di loro.

## Tradizioni slave

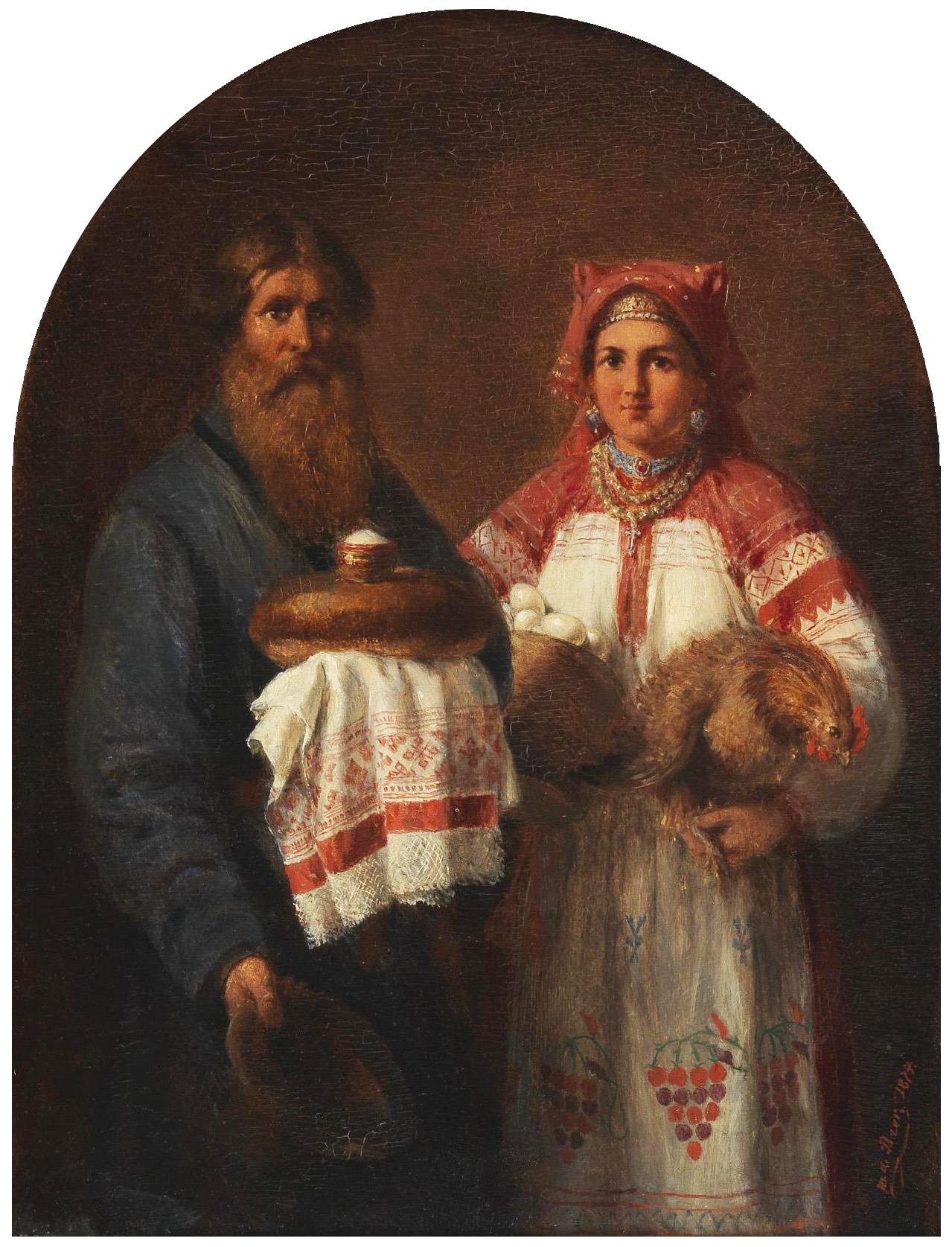
Wilhelm Amandus Beer, Pane e sale, 1874.

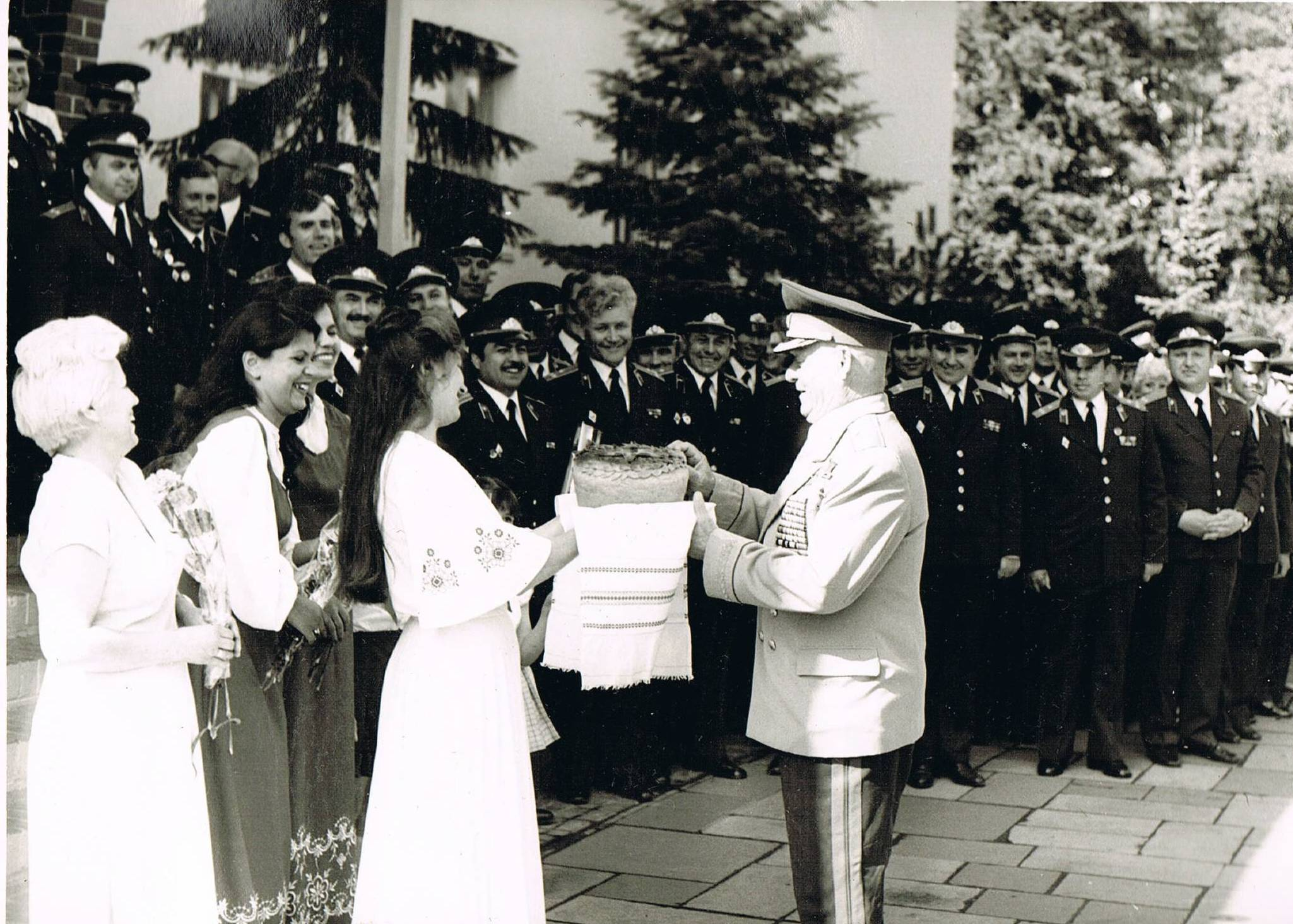
L'esercito del GSVG offre pane e sale al generale sovietico Dmitrij Danilovič Leljušenko,1984.

Per tutti i popoli slavi il pane e sale ha sempre svolto un ruolo importante nella società: il pane è simbolo di ricchezza e prosperità, mentre il sale protegge da forze negative e incantesimi ostili. Ai russi, all'inizio e alla fine della cena, veniva consigliato di mangiare un pezzo di pane con sale perché si credeva portasse felicità. Trattare un ospite con pane e sale stabiliva relazioni amichevoli e di fiducia, e rifiutare il dono era considerato un gesto offensivo. Nell'oblast' di Novgorod, se una persona che entrava in una isba rifiutava il dono, il padrone di casa era solito dire con risentimento "Come osi lasciare questa isba vuota!" Nel Domostroj si raccomandava di far ubriacare il nemico e dargli da mangiare pane e sale affinché ci fosse "amicizia invece di inimicizia".
Alla frase "pane e sale" veniva attribuita in passato un significato magico. Come scrive J. Reitenfels, se i russi "sorprendono qualcuno a mangiare, allora gli rivolgono le sacre parole pane e sale al fine di scacciare gli spiriti maligni". Secondo A. Possevino, le parole “pane e sale” vengono pronunciate alla fine del pasto come segno della sua fine: "Anche i moscoviti credono che ogni male sia scongiurato da queste parole".
Quando ci si trasferiva in una nuova casa, presso il krasnyj ugol veniva posta un'icona, pane e sale o una cesta con l'impasto. Inoltre, per placare le ire del domovoj (lo spirito della casa della tradizione slava), gli abitanti dei villaggi russi ponevano pane e sale in uno straccio bianco pulito, si inginocchiavano nel cortile e lasciavano il fagotto vicino allo stipite della porta d'ingresso.
Nel Governatorato di Kursk, quando si portava in casa una mucca appena acquistata, la padrona di casa era solita darle pane e sale dalla serranda dicendole "Proprio come la serranda non lascia la stufa, così tu non lasciare il cortile".
Nella città di Kascjukovičy, quando si guidava il bestiame nel campo per la prima volta, gli abitanti della zona coprivano la tavola con una tovaglia apparecchiando pane e sale, per poi accendere le candele sacre e pregare Dio. Dopodiché tagliavano il bordo del pane, lo cospargevano di sale, lo avvolgevano in uno straccio e lo portavano nel cortile. Dopo aver condotto gli animali ai cespugli, il proprietario poneva del pane sotto il cespuglio su un ramo di salice e, dopo aver fatto trenta inchini a terra, diceva: "Signore, pane e sale sono su di te! Pascola il mio bestiame, così non sarò dannato!".
I contadini dell'oblast' di Smolensk, in caso di smarrimento del bestiame, lasciavano il fagotto su un albero affinché le sirene del bosco ritrovassero gli animali perduti.
In caso di siccità, nell'oblast' di Žytomyr la gente si recava al vecchio pozzo insieme a tre vedove che portavano un'icona e pane e sale, pregando affinché piovesse e facendo tre volte il giro attorno al pozzo.
Nell'Ucraina del XIX secolo era in vigore il rituale in onore di Parasceva Pjatnica che si teneva la notte del Venerdì santo. Le padrone di casa apparecchiavano del miele diluito a tavola e per tutta la notte dal giovedì al venerdì lasciavano pane e sale, kaša e un cucchiaio per il giorno dopo.